# Kochel am See
Kochel am See este o comună aflată în districtul Bad Tölz-Wolfratshausen, landul Bavaria, Germania.